# Nomes de código da Microsoft
Aqui você encontrará uma lista dos nomes de código usados pela Microsoft para se referir aos seus produtos antes do seu lançamento oficial. Uma vez que a maioria destes produtos são de grande importância para a comunidade das tecnologias de informação, especialmente as novas versões do Windows, estes termos são muitas vezes utilizados em discussões anteriores ao lançamento do produto. Geralmente, a Microsoft apenas anuncia o nome final dos seus produtos pouco antes de serem lançados no mercado, embora seja possível especular (Memphis, por exemplo, iria ser batizado de "Windows 97", mas a sua produção atrasou-se).
| Nome de código     | Nome preliminar           | Nome final | Notas |
| Família Windows    | Família Windows           | Família Windows | Família Windows |
| ------------------ | ------------------------- | --- | --- |
|                    |                           | | |
| Janus              |                           | Windows 3.1 | |
| Kato               |                           | Windows for Workgroups 3.1 | Primeira versão para redes |
| Snowball           |                           | Windows for Workgroups 3.11 | |
| Chicago            |                           | Windows 95 | |
| Detroit            |                           | Windows 95B (OSR 2) | |
| Windows 97         | Windows 98                | O nome de código foi a chave para ativar uma brincadeira no Windows 98: - abra o Painel de Controle, na seção "Data e Hora" - vá à página "Timezone" - Segure a tecla Control e arraste o ponteiro do mouse de Memphis, Egipto (ou talvez Cairo, nome de código do Windows NT 4 - o mapa é demasiado pequeno para precisar) para Memphis, Tennessee. Ainda com a tecla Control pressionada, arraste o ponteiro do mouse de Memphis para Redmond, Washington; - uma janela irá abrir com os créditos do Windows 98. | |
| Millenium, Geórgia |                           | Windows ME | |
| Família Windows NT |                           | | |
| OS/2 3.0           | Windows NT                | Windows NT 3.1 | |
| Daytona            |                           | Windows NT 3.5 | |
| Cairo              |                           | Windows NT 4.0 | |
| Wolfpack           |                           | Cluster Server | |
| Hydra              | Terminal Services         | Terminal Server | Terminal Server incorpora suporte "multiheading" no Windows, e hydra era um monstro mitológica com várias cabeças.                                                                                             |
| Impala             |                           | Windows NT 4.0 Embedded | |
|                    | Windows NT 5.0            | Windows 2000 | Primeiro lançamento do Windows desde a versão Windows 2.0 sem nome de código. |
| Neptune            | Windows 2000 Home Edition | | Nunca foi lançado. |
| Astroid            |                           | Windows 2000 Service Pack 1 | |
| Janus              |                           | Windows 2000 64-bit | O mesmo nome de código do Windows 3.1. |
| Odyssey            |                           | N/A | Nunca foi lançado. |
| Whistler           |                           | Windows XP | Fusão do Neptune com Odyssey. O nome vem de Whistler, Columbia Britânica, de onde provinham os designers. |
| Mantis             |                           | Windows XP Embedded | |
| Freestyle          |                           | Windows XP Media Center Edition 1.0 | |
| Harmony            |                           | Windows XP Media Center Edition 1.5 | |
| Whistler Server    | Windows.NET Server        | Windows Server 2003 | Um dos vários projetos da Microsoft da altura a incluir a designação ".NET". Ver Microsoft.NET. |
| Bobcat             |                           | Windows Server 2003 Small Business Edition | |
| Longhorn           |                           | Windows Vista | Lançado em 30 de Janeiro de 2007. Batizado com o mesmo nome de um bar em no distiro de Whistler-Blackcomb; projetado inicialmente como uma versão interna, algures entre "Whistler" e "Blackcomb".             |
| Blackcomb          | Viena                     | Windows 7 | Lançado oficialmente em 22 de Outubro de 2009. Foi mantido o nome Windows 7 na versão final. |
| Longhorn Server    | Centro                    | Windows Server 2008 | Antigamente batizado com o nome de código Windows Longhorn Server, apareceu no mês de Dezembro de 2006 versões betas disponibilizadas pela Microsoft.                                                          |
| Outros             |                           | | |
| Quartz             | ActiveMovie               | DirectShow | |
| Darwin             | Microsoft Installer       | Windows Installer | |
| Godot              |                           | Microsoft Layer for Unicode | Baptizado em homenagem à peça Esperando Godot (centrado em volta da espera incansável por um homem — "Godot"), devido à sensação deste produto sair para o mercado já desactualizado (fonte[ligação inativa]). |
| Metro UI           | Metro                     | Interface de usuário lançada com o Windows 8. | |